# Lũ lụt sông Hoàng Hà năm 1887
Lũ sông Hoàng Hà năm 1887 là một trận lụt tàn phá trên sông Hoàng Hà ở Trung Quốc. Dòng sông này có khả năng bị ngập lụt do tính đầu nguồn có cao độ cao, chạy giữa đê trên vùng đồng bằng rộng lớn bao quanh nó. Đợt lũ lụt này bắt đầu vào tháng 9 năm 1887, đã giết chết khoảng 900.000 người. Đây là một trong những thảm hoạ tự nhiên chết người từng được ghi nhận.

## Lịch sử
Trong nhiều thế kỷ, những người nông dân sống gần sông Hoàng Hà đã xây dựng những con đê để ngăn nước, theo thời gian trôi chảy hơn vì bùn đất tích tụ trên lòng sông. Vào năm 1887, mức nước dòng sông đang lên cao do mưa lớn, vượt qua mặt các con đê vào khoảng ngày 28 tháng 9, gây ra một trận lụt lớn. Do không có đơn vị quốc tế để đo cường độ lũ, nó thường được phân loại theo mức độ thiệt hại thực hiện, độ sâu nước còn lại và số lượng thương vong.
Nước của sông Hoàng Hà được cho là đã đổ vỡ qua các con đê ở Huayuankou, gần thành phố Trịnh Châu ở tỉnh Hà Nam. Do vùng đồng bằng trũng thấp gần khu vực, điều tiết lũ lây lan rất nhanh khắp miền Bắc Trung Quốc, bao gồm khoảng 130.000 km2, gây tắc nghẽn các khu định cư nông nghiệp và các trung tâm thương mại. Sau trận lụt, hai triệu người bị mất nhà cửa. Các đại dịch tiếp theo và thiếu các yếu tố thiết yếu cơ bản tuyên bố như nhiều sinh mạng như những người bị mất trực tiếp vào lũ lụt. Đây là một trong những trận lũ lụt tồi tệ nhất trong lịch sử, mặc dù lũ lụt sông Hoàng Hà năm 1931 sau đó có thể đã giết chết tới bốn triệu người.